# Ленти (Долина Аосте)
Ленти је насеље у Италији у округу Долина Аосте, региону Долина Аосте.
Према процени из 2011. у насељу је живело 18 становника. Насеље се налази на надморској висини од 996 м.